# سزار کرچاگا
سزار کرچاگا (انگلیسی: César Cruchaga؛ زادهٔ ۲۶ ژانویهٔ ۱۹۷۴) بازیکن فوتبال اهل اسپانیا است.
از باشگاه‌هایی که در آن بازی کرده‌است می‌توان به باشگاه فوتبال اوساسونا اشاره کرد. وی همچنین در تیم‌ ملی فوتبال باسک و تیم فوتبال خودمختار ناوار بازی کرده‌است.